# Opius bullatianus
Opius bullatianus är en stekelart som beskrevs av Fischer 2005. Opius bullatianus ingår i släktet Opius och familjen bracksteklar. Inga underarter finns listade i Catalogue of Life.